# Naza (Rapper)
Naza (* 26. Mai 1993 in Amiens; eigentlich Jean-Désiré Dimitri Sosso Dzabatou) ist ein französischer Rapper. Seit 2017 ist er im französischsprachigen Raum erfolgreich, als er mit seinem Album Incroyable den Durchbruch schaffte. Seine größten Erfolge sind die beiden Diamantsingles Loin de moi (2019) und Joli bébé (2020).

## Biografie
Geboren wurde Jean-Désiré Sosso Dzabatou in Amiens im Norden Frankreichs. Aufgewachsen ist er im nahe gelegenen Creil, wo seine aus dem Kongo eingewanderten Eltern ein Lokal betrieben. Dort wurde er mit der afrikanischen Musik vertraut. Außerdem lernte er Cédric Matéta Nkomi kennen und beide wandten sich der Rapmusik zu. Matéta Nkomi schaffte als KeBlack 2015 seinen Durchbruch, wovon auch Sosso Dzabatou profitierte. Zuerst nannte er sich Nazario, nach dem Nachnamen des brasilianischen Fußballspielers Ronaldo, und kürzte es dann auf Naza ab. Gemeinsame Veröffentlichungen machten auch ihn bekannt und an KeBlacks größtem Hit Bazardée war er beteiligt.
2016 veröffentlichte er seine erste EP Tout pour la street und zusammen mit KeBlack rappte er auf der Single Com’dab von DJ Kayz und hatte seine erste Chartplatzierung. À gogo war im Mai 2017 sein erster eigener Charthit. Die Single MMM (Mouiller le maillot et mailler) legte wenig später den Grundstein für seinen Erfolg. Sie erreichte Platinstatus und bereitete das Debütalbum Incroyable vor, das im Herbst auf Platz 11 der französischen Charts einstieg und ebenfalls auf Platin kam. Auch in Belgien war er erfolgreich.
Nur sieben Monate später erschien das zweite Album C’est la loi, das sein erstes Top-10-Album wurde. Der Song Putain de merde (was so viel wie „verdammte scheiße“ heißt) war im Umfeld der Fußball-Weltmeisterschaft 2018 und des Weltmeistertitels für Frankreich ein Hit in den sozialen Medien und brachte ihn bis auf Platz 27 der Singlecharts. Er erhielt wie das Album Gold. Und wiederum weniger als ein Jahr später folgte im März 2019 mit Bénef das dritte Album, das allerdings deutlich hinter dem Erfolg der Vorgänger zurückblieb.
Neuen Karriereschwung brachte im Herbst die Single Loin de moi. Nach dem Einstieg auf Platz 53 stieg sie im November bis auf Platz 5 und hielt sich fast genau ein Jahr in den Charts. Mit einer Diamant-Auszeichnung übertrag der Song bei weitem seine bisherigen Erfolge. Danach folgte aber erst einmal eine Reihe von Gastauftritten bei Songs von Gradur, Marwa Loud und anderen, bevor im September die Single Joli bébé sein nächstes Album ankündigte. Die Zusammenarbeit mit dem Rapper Niska, der ebenfalls kongolesische Wurzeln hat, brachte ihm mit Platz 2 seine höchste Chartplatzierung und ein zweites Mal Diamant. Außerdem war es seine erste Single, die auch in den französischsprachigen Nachbarländern ein Hit war. Am 13. November 2020 erschien das Album Gros bébé. Es erreichte Platz 3 und alle 16 Songs konnten sich in den Singlecharts platzieren. Mit Platz 12 brachte es auch in Belgien (wallonische Charts) seine beste Albumplatzierung und in der Schweiz seine erste Albumplatzierung überhaupt. Im April 2024 erschien seine Single "Kulule".

## Diskografie

### Alben
| Jahr | Titel              | Höchstplatzierung, Gesamtwochen, AuszeichnungChartplatzierungen (Jahr, Titel, Platzierungen, Wochen, Auszeichnungen, Anmerkungen) | Höchstplatzierung, Gesamtwochen, AuszeichnungChartplatzierungen (Jahr, Titel, Platzierungen, Wochen, Auszeichnungen, Anmerkungen) | Höchstplatzierung, Gesamtwochen, AuszeichnungChartplatzierungen (Jahr, Titel, Platzierungen, Wochen, Auszeichnungen, Anmerkungen) | Höchstplatzierung, Gesamtwochen, AuszeichnungChartplatzierungen (Jahr, Titel, Platzierungen, Wochen, Auszeichnungen, Anmerkungen) | Anmerkungen                                 |
| Jahr | Titel              | DE | CH | FR | BEW | Anmerkungen                                 |
| ---- | ------------------ | --- | --- | --- | --- | ------------------------------------------- |
| 2017 | Incroyable         | — | — | FR11 Platin · (62 Wo.)FR | BEW26 (18 Wo.)BEW | Erstveröffentlichung: 29. September 2017    |
| 2018 | C’est la loi       | — | — | FR7 Gold · (46 Wo.)FR | BEW20 (21 Wo.)BEW | Erstveröffentlichung: 4. Mai 2018           |
| 2019 | Bénef              | — | — | FR28 (21 Wo.)FR | BEW39 (6 Wo.)BEW | Erstveröffentlichung: 22. März 2019         |
| 2020 | Gros bébé          | — | CH48 (1 Wo.)CH | FR3 Platin · (61 Wo.)FR | BEW12 (13 Wo.)BEW | Erstveröffentlichung: 13. November 2019     |
| 2022 | Big Daddy (Vol. 1) | — | — | FR9 (7 Wo.)FR | BEW71 (2 Wo.)BEW | Erstveröffentlichung: 24. Juni 2022 Mixtape |
| 2024 | Nazaland           | — | CH27 (2 Wo.)CH | FR7 (23 Wo.)FR | BEW19 (8 Wo.)BEW | Erstveröffentlichung: 21. Juni 2024         |
| 2025 | Dégât              | — | — | FR42 (… Wo.)FR | BEW154 (2 Wo.)BEW | Erstveröffentlichung: 18. Juli 2025         |

### Singles
| Jahr | Titel Album                                     | Höchstplatzierung, Gesamtwochen, AuszeichnungChartplatzierungen (Jahr, Titel, Album, Platzierungen, Wochen, Auszeichnungen, Anmerkungen) | Höchstplatzierung, Gesamtwochen, AuszeichnungChartplatzierungen (Jahr, Titel, Album, Platzierungen, Wochen, Auszeichnungen, Anmerkungen) | Höchstplatzierung, Gesamtwochen, AuszeichnungChartplatzierungen (Jahr, Titel, Album, Platzierungen, Wochen, Auszeichnungen, Anmerkungen) | Höchstplatzierung, Gesamtwochen, AuszeichnungChartplatzierungen (Jahr, Titel, Album, Platzierungen, Wochen, Auszeichnungen, Anmerkungen) | Anmerkungen                                                                |
| Jahr | Titel Album                                     | DE | CH | FR | BEW | Anmerkungen                                                                |
| --- | ----------------------------------------------- | --- | --- | --- | --- | -------------------------------------------------------------------------- |
| 2017 | La débauche Incroyable                          | — | — | FR162 Gold · (1 Wo.)FR | — | Erstveröffentlichung: 1. April 2017                                        |
| 2017 | À gogo Incroyable                               | — | — | FR133 Gold · (14 Wo.)FR | — | Erstveröffentlichung: 12. Mai 2017                                         |
| 2017 | MMM (Mouiller le maillot et mailler) Incroyable | — | — | FR59 Diamant · (35 Wo.)FR | — | Erstveröffentlichung: 14. Juli 2017                                        |
| 2017 | Sac à dos Incroyable                            | — | — | FR124 Platin · (9 Wo.)FR | — | Erstveröffentlichung: 8. September 2017                                    |
| 2018 | P*tain de m*rde C’est la loi                    | — | — | FR27 Platin · (19 Wo.)FR | — | Erstveröffentlichung: 20. Juli 2018                                        |
| 2018 | On t’a dit –                                    | — | — | FR45 (5 Wo.)FR | — | Erstveröffentlichung: 19. Oktober 2018 feat. KeBlack                       |
| 2019 | Bénef                                           | — | — | FR143 (4 Wo.)FR | — | Erstveröffentlichung: 1. Februar 2019                                      |
| 2019 | Loin de moi Gros bébé (Édition Noël)            | — | — | FR5 Diamant · (51 Wo.)FR | — | Erstveröffentlichung: 25. September 2019                                   |
| 2020 | Souris verte –                                  | — | — | FR23 Gold · (8 Wo.)FR | — | Erstveröffentlichung: 27. Januar 2020                                      |
| 2020 | La musique est bonne –                          | — | — | FR97 (2 Wo.)FR | — | Erstveröffentlichung: 15. Juli 2020 feat. Heuss l’Enfoiré                  |
| 2020 | Joli bébé Gros bébé                             | — | CH19 (12 Wo.)CH | FR2 Diamant · (65 Wo.)FR | BEW17 Gold · (17 Wo.)BEW | Erstveröffentlichung: 11. September 2020 feat. Niska                       |
| 2021 | Ma play –                                       | — | — | FR130 (3 Wo.)FR | — | Erstveröffentlichung: 9. April 2021 mit Keblack & Naps                     |
| 2021 | KSM –                                           | — | — | FR189 (1 Wo.)FR | — | Erstveröffentlichung: 2. Juli 2021                                         |
| 2021 | Dose –                                          | — | — | FR119 (1 Wo.)FR | — | Erstveröffentlichung: 29. Oktober 2021                                     |
| 2022 | Vie de rêve –                                   | — | — | FR113 (1 Wo.)FR | — | Erstveröffentlichung: 10. Februar 2022 feat. Imen Es                       |
| 2022 | Va bene –                                       | — | — | FR52 (4 Wo.)FR | — | Erstveröffentlichung: 1. April 2022 4.4.2 pres. Tayc, Soolking, Jul & Naza |
| 2022 | Bibi Big Daddy (Vol. 1)                         | — | — | FR197 (1 Wo.)FR | — | Erstveröffentlichung: 27. Mai 2022 mit Negrito                             |
| 2023 | 1 2 3 soleil –                                  | — | — | FR16 Diamant · (25 Wo.)FR | — | Erstveröffentlichung: 8. Juni 2023 mit KeBlack                             |
| 2024 | Lamborghini –                                   | — | — | FR188 (1 Wo.)FR | — | Erstveröffentlichung: 19. Januar 2024                                      |
| 2024 | Quillé Nazaland                                 | — | — | FR27 Gold · (8 Wo.)FR | — | Erstveröffentlichung: 10. Mai 2024 feat. Ninho                             |
| 2025 | On va Nazaland                                  | — | — | FR187 (3 Wo.)FR | — | Erstveröffentlichung: 18. April 2025                                       |
| 2025 | Tout donner Dégât                               | — | — | FR75 (2 Wo.)FR | — | Erstveröffentlichung: 30. Mai 2025 feat. SDM                               |
| Folgende Lieder erschienen nicht als Single, wurden aber durch das Album zum Download und Streaming bereitgestellt und konnten somit eine Platzierung erlangen: |                                                 | | | | |                                                                            |
| |                                                 | | | | |                                                                            |
| 2017 | Sans problème Incroyable                        | — | — | FR147 (1 Wo.)FR | — |                                                                            |
| 2017 | Va chercher Incroyable                          | — | — | FR182 (1 Wo.)FR | — | feat. Ohmondieusalva                                                       |
| 2017 | Moi je vérifie Incroyable                       | — | — | FR185 (1 Wo.)FR | — | feat. Dadju & Aya Nakamura                                                 |
| 2018 | Cadeau Game Over (Kompilation)                  | — | — | FR171 (2 Wo.)FR | — | mit Aya Nakamura                                                           |
| 2018 | Remontada C’est la loi                          | — | — | FR88 (3 Wo.)FR | — |                                                                            |
| 2018 | Ça va C’est la loi                              | — | — | FR92 (1 Wo.)FR | — | feat. Alonzo                                                               |
| 2018 | Mon kiki C’est la loi                           | — | — | FR102 (7 Wo.)FR | — | feat. Ohmondieusalva                                                       |
| 2018 | À midi C’est la loi                             | — | — | FR130 (1 Wo.)FR | — | feat. Ninho                                                                |
| 2019 | Jolie Bénef                                     | — | — | FR160 (1 Wo.)FR | — |                                                                            |
| 2020 | Faut pardonner Gros bébé                        | — | — | FR29 Gold · (5 Wo.)FR | — |                                                                            |
| 2020 | Folie Gros bébé                                 | — | — | FR63 (3 Wo.)FR | — |                                                                            |
| 2020 | Symphonie du bendo Gros bébé                    | — | — | FR68 (2 Wo.)FR | — | feat. Heuss l’Enfoiré                                                      |
| 2020 | Quand même Gros bébé                            | — | — | FR75 (3 Wo.)FR | — | feat. Rk                                                                   |
| 2020 | Liquide Gros bébé                               | — | — | FR85 (2 Wo.)FR | — |                                                                            |
| 2020 | Mauvais Gros bébé                               | — | — | FR89 (3 Wo.)FR | — | feat. Sch                                                                  |
| 2020 | T’as pas idée Gros bébé                         | — | — | FR97 (2 Wo.)FR | — |                                                                            |
| 2020 | J’ai pas sommeil Gros bébé                      | — | — | FR103 (2 Wo.)FR | — |                                                                            |
| 2020 | C’est comme ça Gros bébé                        | — | — | FR116 (2 Wo.)FR | — | feat. KeBlack                                                              |
| 2020 | Toi va là-bas Gros bébé                         | — | — | FR122 (1 Wo.)FR | — |                                                                            |
| 2020 | Je peux pas Gros bébé                           | — | — | FR134 (1 Wo.)FR | — |                                                                            |
| 2020 | Mytho Gros bébé                                 | — | — | FR161 (1 Wo.)FR | — |                                                                            |
| 2020 | Ambulance Gros bébé                             | — | — | FR162 (1 Wo.)FR | — |                                                                            |
| 2020 | Parka Gros bébé                                 | — | — | FR176 (1 Wo.)FR | — |                                                                            |
| 2020 | Bye bye Gros bébé                               | — | — | FR199 (1 Wo.)FR | — |                                                                            |
| 2022 | Baby Lova Big Daddy (Vol. 1)                    | — | — | FR162 (2 Wo.)FR | — |                                                                            |
| 2022 | OG Big Daddy (Vol. 1)                           | — | — | FR180 (1 Wo.)FR | — |                                                                            |
| 2024 | Une histoire Nazaland                           | — | — | FR22 Gold · (13 Wo.)FR | — | feat. Tiakola                                                              |

Weitere Singles
- 2024: Kulule

### Als Gastmusiker
| Jahr | Titel Album                                 | Höchstplatzierung, Gesamtwochen, AuszeichnungChartplatzierungen (Jahr, Titel, Album, Platzierungen, Wochen, Auszeichnungen, Anmerkungen) | Höchstplatzierung, Gesamtwochen, AuszeichnungChartplatzierungen (Jahr, Titel, Album, Platzierungen, Wochen, Auszeichnungen, Anmerkungen) | Höchstplatzierung, Gesamtwochen, AuszeichnungChartplatzierungen (Jahr, Titel, Album, Platzierungen, Wochen, Auszeichnungen, Anmerkungen) | Höchstplatzierung, Gesamtwochen, AuszeichnungChartplatzierungen (Jahr, Titel, Album, Platzierungen, Wochen, Auszeichnungen, Anmerkungen) | Anmerkungen                                                                                       |
| Jahr | Titel Album                                 | DE | CH | FR | BEW | Anmerkungen                                                                                       |
| --- | ------------------------------------------- | --- | --- | --- | --- | ------------------------------------------------------------------------------------------------- |
| 2017 | Pourquoi chérie –                           | — | — | FR44 (20 Wo.)FR | BEW43 (3 Wo.)BEW | Erstveröffentlichung: 21. April 2017 BMYE feat. Naza, KeBlack, Youssoupha, Hiro, Jaymax & DJ Myst |
| 2018 | Mignon garçon La vie continue               | — | — | FR107 Platin · (17 Wo.)FR | — | Erstveröffentlichung: 18. Mai 2018 4keus feat. Naza, KeBlack & Dry                                |
| 2018 | Lové Zéro Code                              | — | — | FR67 (3 Wo.)FR | — | Erstveröffentlichung: 22. Juni 2018 MRC feat. Naza                                                |
| 2019 | Kitoko Queen                                | — | — | FR52 Platin · (20 Wo.)FR | — | Erstveröffentlichung: 11. Oktober 2019 Eva feat. KeBlack & Naza                                   |
| 2020 | Allez les gros Again                        | — | — | FR39 Gold · (11 Wo.)FR | — | Erstveröffentlichung: 30. Januar 2020 Marwa Loud feat. Naza                                       |
| 2020 | Minimum –                                   | — | — | FR120 (4 Wo.)FR | — | Erstveröffentlichung: 17. März 2020 Dinor RDT feat. Naza                                          |
| 2023 | Business Layali                             | DE— aDE | CH22 (11 Wo.)CH | FR12 Platin · (19 Wo.)FR | BEW28 (6 Wo.)BEW | Erstveröffentlichung: 1. Juni 2023 Dystinct feat. Naza                                            |
| 2023 | Olala –                                     | — | — | FR69 (2 Wo.)FR | — | Erstveröffentlichung: 3. November 2023 Alonzo feat. Naza                                          |
| Folgende Lieder erschienen nicht als Single, wurden aber durch das Album zum Download und Streaming bereitgestellt und konnten somit eine Platzierung erlangen: |                                             | | | | |                                                                                                   |
| |                                             | | | | |                                                                                                   |
| 2016 | Com’dab DJ Kayz                             | — | — | FR149 Platin · (8 Wo.)FR | — | Höchstplatzierung erst 2022 DJ Kayz feat. KeBlack & Naza                                          |
| 2018 | Attache ta ceinture Taxi 5 BO               | — | — | FR75 (6 Wo.)FR | — | Lartiste feat. Naza                                                                               |
| 2019 | Ma petite Zone 59                           | — | — | FR117 (4 Wo.)FR | — | Gradur feat. Naza                                                                                 |
| 2020 | Boire et mousser 5ème chambre               | — | — | FR75 (2 Wo.)FR | — | Chily feat. Naza                                                                                  |
| 2020 | Cendrillon Feed                             | — | — | FR130 (1 Wo.)FR | — | Eva feat. Naza                                                                                    |
| 2021 | Nouvelle séquence En Passant Pécho BO       | — | — | FR173 (1 Wo.)FR | — | Kore feat. Naza                                                                                   |
| 2021 | Oh nana VI République                       | — | — | FR150 (1 Wo.)FR | — | Jok’air feat. Naza                                                                                |
| 2021 | Ça fait mal Les Vestiges du Fléau           | — | — | FR173 (1 Wo.)FR | — | Charteinstieg: 29. Mai 2021 Gims feat. Naza                                                       |
| 2021 | Chérie coco Calypso                         | — | — | FR122 (1 Wo.)FR | — | Joé Dwèt Filé feat. Naza                                                                          |
| 2021 | Number One Moonlight                        | — | — | FR166 (1 Wo.)FR | — | Charteinstieg: 19. Juni 2021 L’Algerino feat. Naza                                                |
| 2022 | Ma lady M.A.N (Black Roses & Lost Feelings) | — | — | FR59 (1 Wo.)FR | — | Josman feat. Naza                                                                                 |
| 2023 | Juste un bisou La route est longue          | — | — | FR24 (6 Wo.)FR | — | Jul feat. Naza                                                                                    |
| 2024 | Calmant Heartbreak Life II                  | — | — | FR124 (1 Wo.)FR | — | Kaza feat. Naza                                                                                   |

Weitere Gastbeiträge
- 2017: Casse la démarche (DJ Babs feat. KeBlack & Naza)
- 2019: Enfumé (DJ Leska feat. Naza & Vegeta, FR: Platin)

## Auszeichnungen für Musikverkäufe
| Goldene Schallplatte - Frankreich - 2024: für das Lied Gater le coin - 2025: für das Lied Happy Birthday |

Anmerkung: Auszeichnungen in Ländern aus den Charttabellen bzw. Chartboxen sind in ebendiesen zu finden.
| Land/RegionAuszeichnungen für Musikverkäufe (Land/Region, Auszeichnungen, Verkäufe, Quellen) | Gold       | Platin     | Diamant     | Verkäufe  | Quellen         |
| -------------------------------------------------------------------------------------------- | ---------- | ---------- | ----------- | --------- | --------------- |
| Belgien (BRMA)                                                                               | Gold1      | —          | —           | 20.000    | ultratop.be     |
| Frankreich (SNEP)                                                                            | 10× Gold10 | 9× Platin9 | 4× Diamant4 | 3.883.332 | snepmusique.com |
| Insgesamt                                                                                    | 11× Gold11 | 9× Platin9 | 4× Diamant4 |           |                 |